# Південноуральський заповідник

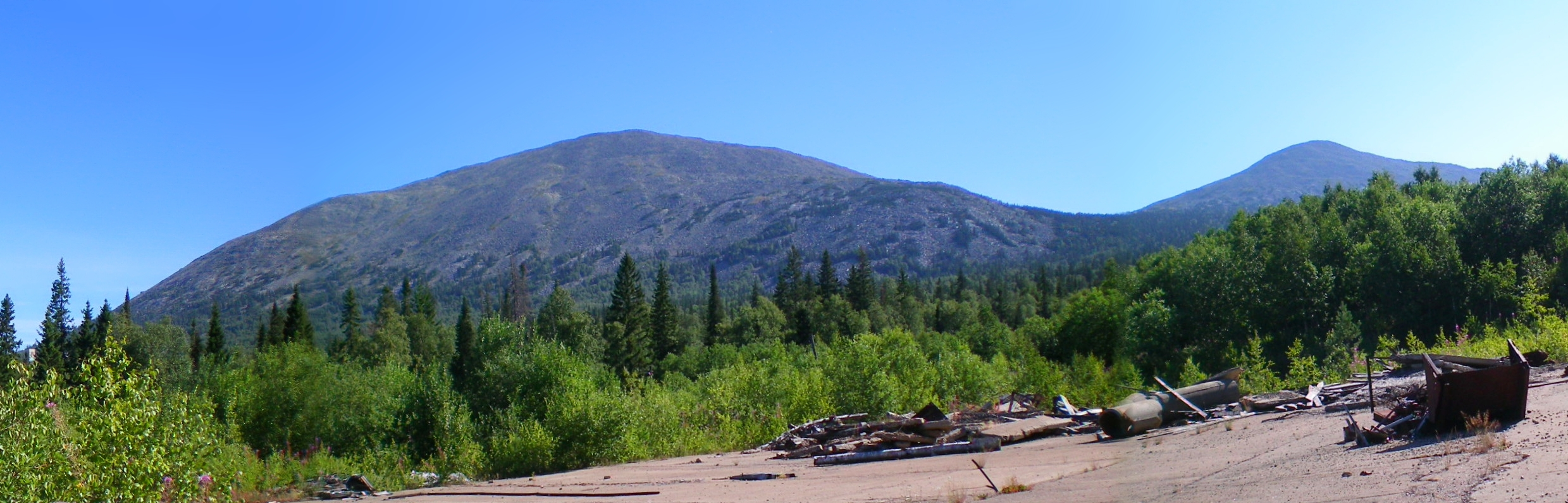
Ямантау

Південно-Уральський державний природний заповідник розташований на території Бєлорєцького району Башкортостану і, частково, Челябінської області.
Заповідник створено Постановою ЦК КПРС і Ради Міністрів СРСР № 487-152 від 19 червня 1978 року для охорони та вивчення гірничо-тайгових екосистем Південного Уралу. Заповідник розташований в центральній, найвищій частині Південного Уралу на території Республіки Башкортостан і Челябінської області. Загальна площа 252,8 тис. га. Це найбільший заповідник Республіки Башкортостан і Південного Уралу. Близько 90% території заповідника лежить в Бєлорєцькому районі Башкортостану. На території Катав-Івановського району Челябінській області перебуває ділянка площею 2404 тис. га.
На території заповідника розташовані декілька гірських хребтів — Машак, Зігальга, Нари, Кумардак і Ямантау. Гора Великий Ямантау, що має висоту 1640 м, є найвищою горою Південного Уралу.
Річки — Великий Інзер, Малий Інзер, Тюльма, Юрюзань.
Доступ на територію заповідника обмежений. Існують припущення, що заповідник заснований в цілях обмеження доступу до секретних об'єктів, розташованих в місті Міжгор'є, який разом з прилеглою територією утворює міський округ зі статусом ЗАТО.